# Liste spanischer Hafenstädte
Diese Liste enthält spanische Hafenstädte, Häfen in Spanien in der Abfolge der Küstenlinie von Nordosten im Uhrzeigersinn. Sie kann also Häfen für Fischerei, Handels-, Passagier- oder Kreuzfahrthäfen, Container-, Fährenterminals und Marinas umfassen.

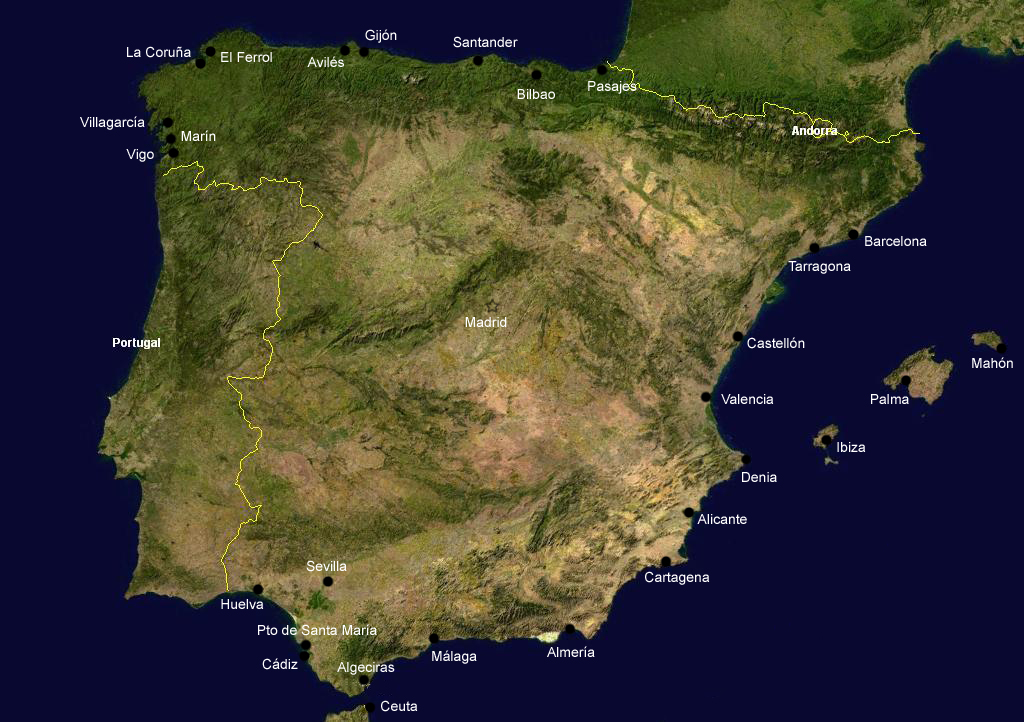
Karte mit wichtigen Häfen in Spanien

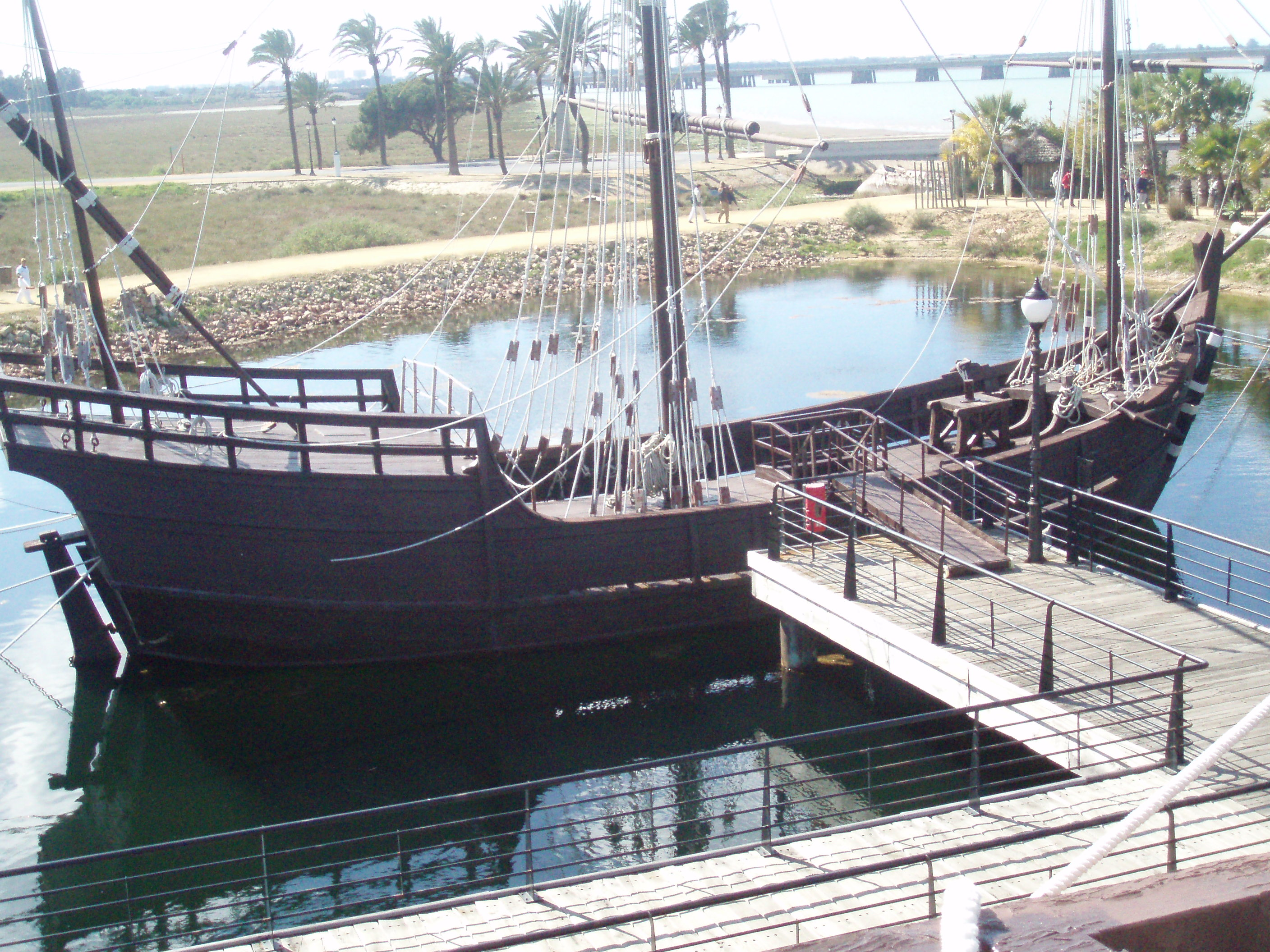
Nachbau einer historischen Karavelle in Palos de la Frontera

## Liste der Hafenstädte

### Catalunya / Katalonien
(In Katalonien, katalanisch: Catalunya [kətəˈluɲə], spanisch: Cataluña [kataˈluɲa], aranesisch Catalonha)
- Barcelona
  - Port Franc de Barcelona (Frei- und Handelshafen)
  - Port Olímpic
  - Port Vell (alter Hafen Barcelonas)
- Roses (siehe: Port de Roses)
- Tarragona

### Comunitat Valenciana / Region Valencia
(In der Region Valencia / Valencianischen Gemeinschaft, amtlich valencian. Comunitat Valenciana, span. Comunidad Valenciana) 
- Castellón de la Plana
- Sagunto
- Valencia (siehe: Hafen von Valencia)
- Gandia
- Dénia
- Alicante

### Región de Murcia
(In der Region Murcia [ˈmuɾθja]; span. Región de Murcia, amtlich die Comunidad Autónoma de la Región de Murcia)
- Cartagena
- Escombreras

### Andalucía / Andalusien
(in Andalusien, spanisch Andalucía)
- Carboneras
- Almería
- Motril
- Málaga

Hafenanlagen Sevillas

- Algeciras (siehe: Hafen von Algeciras)
- Tarifa
- Cádiz (siehe: Hafen Cádiz)
- Sevilla
- Palos de la Frontera
- Huelva

### Galiza / Galicien

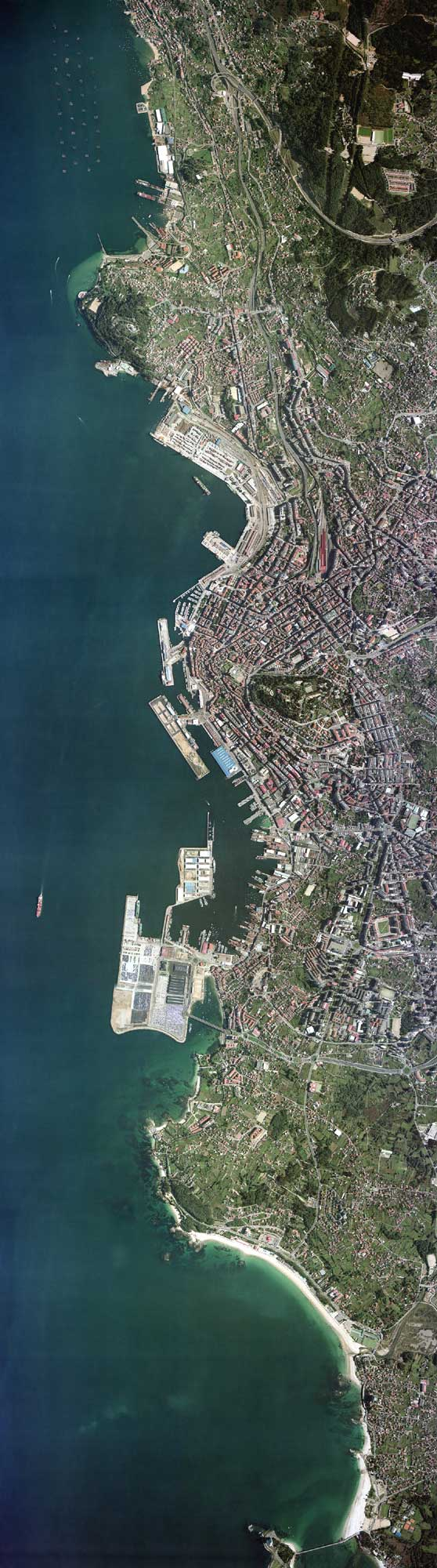
Fischereihafen in Vigo

(In Galicien, galic. Galiza; span. Galicia)
- Vigo
- Pontevedra
- Marín
- Vilagarcia
- A Coruña
- Ferrol
- Viveiro (siehe: Puerto de Cillero)

### Asturien

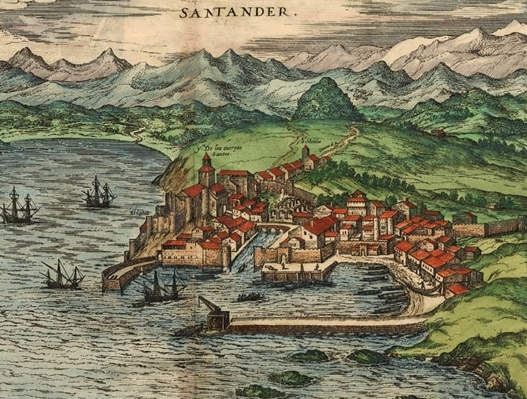
Santander, um 1590 -von Joris Hoefnagel

- Avilés

- Gijón

### Cantabrien
- Santander

### Region Baskenland
- Bilbao
- Pasajes (Pasaia, Gipuzkoa, bei San Sebastián)

### Illes Balears / Balearen
(Die Balearen, katalanisch: Illes Balears, spanisch: Islas Baleares) 
- Sant Anthoni de Portmany
- Ibiza
- Formentera
- Palma de Majorque
- Mahon
- Alcúdia

### Islas Canarias / Kanaren
(Die Kanaren, spanisch: Islas Canarias)

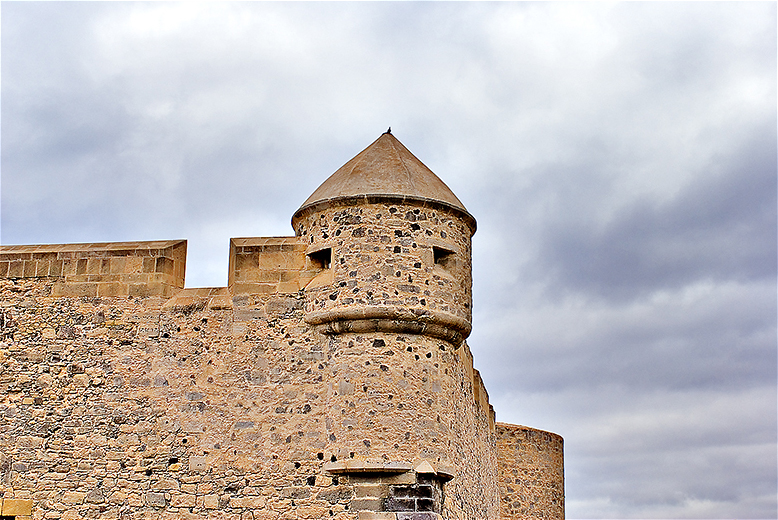
Das Castillo de la Luz auf Gran Canaria

- Puerto del Rosario
- Arrecife

- Las Palmas de Gran Canaria
- Santa Cruz de Tenerife
- Mogán

### Enklaven in Afrika
- Ceuta
- Melilla (siehe: Hafen Melilla)

## Staatliche Hafenbehörden
Diese 28  Hafenbehörden (Autoridades Portuarias) sind für 44 Häfen zuständig
| - AP A Coruña - AP Alicante - AP Almería - AP Avilés - AP Balears - AP Barcelona - AP Bilbao - AP Cartagena - AP Castellón - AP Ceuta - AP Ferrol-S.Cibrao - AP Gijón - AP Huelva - AP Bahía de Algeciras |  | - AP Bahía de Cadiz - AP Las Palmas - AP Málaga - AP Marín y Ría de Pontevedra - AP Melilla - AP Motril - AP Pasajes - AP Santa Cruz de Tenerife - AP Santander - AP Sevilla - AP Tarragona - AP Valencia - AP Vigo - AP Vilagarcía de Arousa |